# Marcin Húska
Marcin Húska, zwany Loquis (cz. Martin Húska, zm. 21 sierpnia 1421 w Roudnicy) – czeski duchowny i teolog husycki, jeden z liderów taborytów, a następnie pikardów. 

## Życiorys
Pochodził z Moraw. Przed przystąpieniem do ruchu husyckiego należał do duchowieństwa diecezji ołomunieckiej. Mimo młodego wieku był wybitnym kaznodzieją i oratorem, obrońcą nauk radykalnego skrzydła husytów w sporze z utrakwistami. Należał do pierwszych duchownych husyckich osiadłych w Taborze po opuszczeniu Pragi. Uczestniczył w organizacji Kościoła taboryckiego. We wrześniu 1420 roku ordynował na seniora taborytów, Mikołaja z Pelhřimova. 
Podczas pobytu w Taborze jego radykalne poglądy religijne jeszcze bardziej się pogłębiły. Pod koniec 1420 roku stanął na czele stronnictwa czeskich pikardów. Ogłosił naukę przeczącą rzeczywistej obecności Chrystusa w Eucharystii. Odwołując się do racjonalistycznej argumentacji, wierzył, że fizycznie ciało Zbawiciela znajduje się tylko w Niebie. Przyjął ponadto pogląd, że konsekrowanego chleba i wina nie powinno się przyjmować na klęczkach, ale w sposób mniej formalny, w większej ilości i niesakramentalnie podczas spotkania wiernych, które przypominało uroczysty wspólny posiłek, a nie ceremonię liturgiczną.
Na początku 1421 roku poróżnił się w kwestiach doktrynalnych z Mikołajem z Pelhřimova. Został aresztowany. Po wyrzeczeniu się swoich nauk został zwolniony. Następnie uciekł z Czech i udał się na Morawy, gdzie powrócił do głoszenia swojej nauki. Zorganizował nową gminę pikardów. Został uznany przez utrakwistów i taborytów heretykiem. Na wiosnę 1421 roku hetman Jan Žižka zorganizował przeciwko jego stronnikom krucjatę. 
W lecie 1421 roku Marcin Húska został ponownie uwięziony. Postawiony przed sądem miejskim w Pradze został skazany na śmierć przez spalenie na stosie. Zginął podczas publicznej egzekucji wraz z Prokopem Jednookim w Roudnicy nad Łabą.